# Le Bodéo
 Le Bodéo  (en bretón Bodeoù) es una población y comuna francesa, en la región de Bretaña, departamento de Côtes-d'Armor, en el distrito de Saint-Brieuc y cantón de Plœuc-sur-Lie.

## Demografía
| 376 | 357 | 271 | 236 | 201 | 189 |
| Para los censos de 1962 a 1999 la población legal corresponde a la población sin duplicidades (Fuente: INSEE [Consultar]) |     |     |     |     |     |